# Saint-Séverin
Saint-Séverin è un comune francese di 831 abitanti situato nel dipartimento della Charente, nella regione della Nuova Aquitania.

## Società

### Evoluzione demografica
Abitanti censiti